# Nesticus hoffmanni
Espèce
Nesticus hoffmanni est une espèce d'araignées aranéomorphes de la famille des Nesticidae.

## Distribution
Cette espèce est endémique d'Hidalgo au Mexique,. Elle se rencontre à Palomas dans la grotte Cueva El Ocote.

## Description
Le mâle décrit par Gertsch en 1984 mesure 4,5 mm et la femelle 6,0 mm.

## Étymologie
Cette espèce est nommée en l'honneur de Carlos Christian Hoffmann.

## Publication originale
- Gertsch, 1971 : A report on some Mexican cave spiders. Association for Mexican Cave Studies Bulletin, vol. 4, p. 47-111.